# スコット・アドキンス
スコット・アドキンス（Scott Adkins, 1976年6月17日 - ）は、イギリス出身の俳優で武術家。
『デッドロック』シリーズのユーリ・ボイカ役で特に知られ、他に『NINJA』シリーズのケイシー・ボウマン、『アクシデントマン』シリーズのマイク・ファロン、『2バッドガイズ』とその続編でフレンチを演じる。近年はジャン＝クロード・ヴァン・ダムやドルフ・ラングレン、ドニー・イェン、キアヌ・リーブスなどの国際的なアクション俳優との共演が多い。

## 来歴
スコット・エドワード・アドキンスは1976年6月17日、バーミンガムのサットン・コールドフィールドで代々肉屋を営む家系に生まれた。10歳の頃に父や兄クレイグと共に柔道の道場に通い始め、これを切っ掛けに武術に魅了される。13歳の頃にバスで強盗に遭い、これによりトレーニングは本格的になったという。ジャッキー・チェンやジャン＝クロード・ヴァン・ダムに憧れ、父親のガレージにブルース・リーの祠を作ってそこを練習場にした。14歳の頃からテコンドーのトレーニングを受け、数年後には後にプロ空手協会から訓練を受けたインストラクターになるアンソニー・ジョーンズの元でキックボクシングも学ぶ。

## キャリア
俳優として最初のスタートは香港スタントマン協会の会長だったトン・ワイと、香港映画に精通するイギリス人ベイ・ローガンに見出される形で『Extreme Challenge』という香港の武術映画に出演した事だった。やがてユエン・ウーピンやユン・ケイ、サモ・ハンやジャッキー・チェンなど香港の伝説的なアクション監督の作品に参加する。この頃から俳優としての仕事が増え、BBCの『Doctors』や『イーストエンダーズ』、『City Central』、『Holby City』、Sky Oneの『Mile High』などに出演する。
英語圏の長編映画への出演も果たし、アイザック・フロレンティーンの『人質奪還 アラブテロVSアメリカ特殊部隊』や『デッドロックII』に出演した。特に『デッドロックII』で演じたロシア人ボクサーのユーリ・ボイカはブレイクの切っ掛けとなった代表作となる。『デッドロック』シリーズでは2010年、および2016年の続編でもユーリ・ボイカを演じる。また、少年時代から大ファンで多大な影響を受けたジャン＝クロード・ヴァン・ダムと『ザ・プロテクター』で共演を果たした。ヴァン・ダムとはその後も『ジャン＝クロード・ヴァン・ダム/アサシン・ゲーム』、『エクスペンダブルズ2』、『ユニバーサル・ソルジャー 殺戮の黙示録』と計4回共演している。
スタントマンとしても活躍しており、『ウルヴァリン:X-MEN ZERO』ではウェポンXIを演じたライアン・レイノルズのスタントを務めた。
2012年にはキャスリン・ビグローの『ゼロ・ダーク・サーティ』に出演。2016年にはマーベル・シネマティック・ユニバースの『ドクター・ストレンジ』に出演して大作映画へ進出する。2019年公開の『イップ・マン 完結』では主役のドニー・イェン演じるイップ・マンと敵対し対決するバートン・ゲッデズ一等軍曹役を演じた。イェンとは2023年公開の『ジョン・ウィック:コンセクエンス』で再共演する。

## フィルモグラフィ

### 映画
| 年   | 題名                                                                         | 役名                                          | 備考                                                    | 吹き替え            |
| ---- | ---------------------------------------------------------------------------- | --------------------------------------------- | ------------------------------------------------------- | ------------------- |
| 2001 | アクシデンタル・スパイ The Accidental Spy                                    | リーのボディーガード                          | スコット・エドワード・アドキンス名義                    |                     |
| 2001 | Extreme Challenge                                                            | アイザック・ボーマン                          | オリジナルビデオ                                        | N/A                 |
| 2001 | Pure Vengeance                                                               | ダニー                                        | 短編映画                                                | N/A                 |
| 2002 | ブラックマスク2 Black Mask 2: City of Masks                                  | ドクター・ラン                                |                                                         |                     |
| 2003 | 人質奪還 アラブテロVSアメリカ特殊部隊 Special Forces                         | タルボット                                    | オリジナルビデオ                                        | 桐本琢也            |
| 2003 | メダリオン The Medallion                                                     | スネークヘッドの手下                          |                                                         |                     |
| 2005 | ダニー・ザ・ドッグ Unleashed                                                 | プールファイター                              |                                                         |                     |
| 2005 | ファイティング・アルティメイタム Pit Fighter                                 | ネイサン                                      | 日本劇場未公開                                          | （吹き替え版なし）  |
| 2006 | ピンクパンサー The Pink Panther                                              | ジャガード / ブットボーラー                   |                                                         |                     |
| 2006 | デッドロックII Undisputed ll: Last Man Standing                              | ユーリ・ボイカ                                | 日本劇場未公開                                          | 高瀬右光            |
| 2007 | ボーン・アルティメイタム The Bourne Ultimatum                                | キリー                                        |                                                         |                     |
| 2008 | ザ・プロテクター The Shepherd: Border Patrol                                 | カープ                                        | 日本劇場未公開                                          | 竹若拓磨            |
| 2008 | サブウェイNY Stag Night                                                      | カール                                        | 日本劇場未公開                                          |                     |
| 2009 | ウルヴァリン:X-MEN ZERO X-Men Origins: Wolverine                             | ウェポンⅪ（スタントダブル）                   |                                                         | N/A                 |
| 2009 | ザ・トーナメント The Tournament                                              | ユーリ・ペトロフ                              | 藤沼建人                                                |                     |
| 2009 | NINJA Ninja                                                                  | ケイシー・ボウマン                            | 日本劇場未公開                                          | （吹き替え版なし）  |
| 2010 | Undisputed III: Redemption                                                   | ユーリ・ボイカ                                | 『デッドロック』シリーズの3作目 日本劇場未公開          | N/A                 |
| 2011 | ジャン＝クロード・ヴァン・ダム/アサシン・ゲーム Assassination Games          | ロナルド・フリント                            | 日本劇場未公開                                          | 土田大              |
| 2012 | ガンズ・アンド・ストレンジャー El Gringo                                     | ザ・マン                                      | 兼製作総指揮                                            | 各務立基            |
| 2012 | エクスペンダブルズ2 The Expendables 2                                        | ヘクター                                      |                                                         | 藤真秀              |
| 2012 | ユニバーサル・ソルジャー 殺戮の黙示録 Universal Soldier: Day of Reckoning    | ジョン / 複製ジョン                           | 土田大                                                  |                     |
| 2012 | ゼロ・ダーク・サーティ Zero Dark Thirty                                      | ジョン                                        |                                                         |                     |
| 2013 | レイク・モンスター 超巨大UMA出現! Legendary: Tomb of the Dragon              | トラヴィス・プレストン                        | 日本劇場未公開                                          |                     |
| 2013 | ストリート・ファイターズ Green Street 3: Never Back Down                     | ダニー・ハーヴィー                            | 日本劇場未公開                                          | （吹き替え版なし）  |
| 2013 | ニンジャ・アベンジャーズ Ninja: Shadow of a Tear                             | ケイシー・ボウマン                            |                                                         | 藤真秀              |
| 2014 | ザ・ヘラクレス The Legend of Hercules                                        | アンピトリュオン王                            |                                                         | 手塚秀彰            |
| 2015 | マキシマム・クラッシュ Zero Tolerance                                        | スティーヴン                                  | 日本劇場未公開                                          | 斎藤寛仁            |
| 2015 | ウルフ・オブ・ウォー ネイビー・シールズ傭兵部隊 vs PLA特殊部隊 Wolf Warriors | トム・キャット                                | 日本劇場未公開                                          | 斎藤寛仁            |
| 2015 | バーニング・ブラッド Close Range                                             | コールトン・マクレディ                        | 兼製作総指揮 日本劇場未公開                             | 斎藤寛仁            |
| 2015 | RE-KILL[リ・キル] 対ゾンビ特殊部隊 Re-Kill                                   | パーカー                                      | 日本劇場未公開                                          | 入倉敬介            |
| 2016 | セキュリティコール Home Invasion                                             | ヘフリン                                      | オリジナルビデオ                                        | 白熊寛嗣            |
| 2016 | ジャーヘッド3 撃砕 Jarhead 3: The Siege                                      | ガニー・レインズ                              | 日本劇場未公開                                          | 高瀬右光            |
| 2016 | クリミナル 2人の記憶を持つ男 Criminal                                        | ピート・グリーンスリーヴス                    |                                                         |                     |
| 2016 | ハード・ターゲット2 -ファイティング・プライド- Hard Target 2                 | ウェス・ベイラー                              | 日本劇場未公開                                          | 土田大              |
| 2016 | デッドロック 絶対王者ボイカ Boyka: Undisputed                                | ユーリ・ボイカ                                | 日本劇場未公開                                          | 土田大              |
| 2016 | ドクター・ストレンジ Doctor Strange                                          | ルシアン / ストロング・ゼロッツ               |                                                         | 祐仙勇              |
| 2016 | ゲットバック -人質奪還- Eliminators                                          | マーティン・パーカー / トーマス・マッケンジー | 日本劇場未公開、WOWOWで放映                             | 咲野俊介            |
| 2017 | サヴェッジ・ドッグ -闘犬- Savage Dog                                         | マーティン・ティルマン                        | 日本劇場未公開                                          | （吹き替え版なし）  |
| 2017 | アメリカン・アサシン American Assassin                                       | ヴィクター                                    |                                                         |                     |
| 2018 | アクシデントマン Accident Man                                                | マイク・ファロン                              | 兼製作・脚本 日本劇場未公開                             | 土田大              |
| 2018 | 2バッドガイズ The Debt Collector                                             | フレンチ                                      | 兼製作総指揮 日本劇場未公開                             | 竹内想              |
| 2018 | ロックアップ Incoming                                                        | ライザー                                      | 日本劇場未公開、WOWOWで放映 別題『スペース・ロック』    |                     |
| 2018 | ノー・サレンダー Karmouz War                                                 | 英軍兵士 “野獣”                               | 日本劇場未公開                                          | 不明                |
| 2019 | デンジャラス・チェイス Abduction                                             | クイン                                        | 日本劇場未公開                                          | 丹羽正人            |
| 2019 | トリプル・スレット Triple Threat                                             | コリンズ                                      |                                                         | 俊藤光利            |
| 2019 | ウルフ・オブ・リベンジ 復讐の狼 Avengement                                   | カイン・バージェス                            | 日本劇場未公開、Netflixで『アヴェンジメント』の題で配信 | 斎藤寛仁            |
| 2019 | イップ・マン 完結 葉問4: 完結篇                                              | バートン・ゲッデズ                            |                                                         | 小山力也            |
| 2020 | 2バッドバディーズ Debt Collectors                                            | フレンチ                                      | 日本劇場未公開                                          | 四宮豪（Netflix版） |
| 2020 | レガシー・オブ・ライズ Legacy of Lies                                        | マーティン・バクスター                        | 日本劇場未公開                                          |                     |
| 2020 | キリング・マシーン Seized                                                    | ネロ                                          | 日本劇場未公開                                          | 水野駿太郎          |
| 2021 | ネイビーシールズ ローグ・ネイション One Shot                                 | ジェイク・ハリス                              | 日本劇場未公開                                          | 土田大              |
| 2021 | キャッスル・フォール Castle Falls                                            | マイク・ウェイド                              | 日本劇場未公開                                          | 赤坂柾之            |
| 2022 | デイ・シフト Day Shift                                                       | ディラン・ナザリアン                          | Netflixオリジナル映画                                   |                     |
| 2022 | セクション8:リベンジ・ミッション Section Eight                               | レナード・ロック                              | 日本劇場未公開                                          | （吹き替え版なし）  |
| 2022 | アクシデントマン:ヒットマンズホリデー Accident Man: Hitman's Holiday         | マイク・ファロン                              | 兼製作・脚本 日本劇場未公開                             | 土田大              |
| 2023 | ジョン・ウィック:コンセクエンス John Wick: Chapter 4                         | キーラ                                        |                                                         | 亀山雄慈            |
| 2023 | Wherever You Go                                                              | ジョセフ                                      | N/A                                                     |                     |
| 2024 | ネイビーシールズ 空港占拠 One More Shot                                      | ジェイク・ハリス                              | 日本劇場未公開                                          | （吹き替え版なし）  |
| 2024 | デス・ファイトクラブ 償いの鉄拳 Lights Out                                   | ドン・“ザ・リーパー”・リヒター                | 日本劇場未公開                                          | （吹き替え版なし）  |
| 2024 | デッドプール&ウルヴァリン Deadpool & Wolverine                               | ウェポンXI                                    | カメオ出演（ノンクレジット）                            |                     |
| 2024 | The Killer's Game                                                            | アンガス・マッケンジー                        |                                                         |                     |
| 2024 | ダブル・スナイパー Take Cover                                                | サム                                          | 日本劇場未公開                                          | （吹き替え版なし）  |
| 2025 | Skyline: Warpath                                                             | エリック・コーリー                            | ポストプロダクション                                    |                     |
| 2025 | Diablo                                                                       | クリス・チェイニー                            | 兼製作 ポストプロダクション                             |                     |
| TBA  | Death March                                                                  | ジェームズ・ライト                            | 兼脚本 ポストプロダクション                             |                     |
| TBA  | Reckless                                                                     | デヴォン                                      | ポストプロダクション                                    |                     |

### テレビシリーズ
| 年         | 題名                                              | 役名           | 備考                                                    | 吹替   |
| ---------- | ------------------------------------------------- | -------------- | ------------------------------------------------------- | ------ |
| 2000       | Doctors                                           | ロス           | 計3話出演                                               | N/A    |
| 2002       | ミュータントX Mutant X                            | Marko          | 第2シーズン第8話「狙われたミュータント」 クレジットなし |        |
| 2003       | イーストエンダーズ EastEnders                     | Joel           | 計6話出演                                               |        |
| 2005       | Mile High                                         | エド・ラッセル | 計12話出演                                              | N/A    |
| 2012, 2014 | ヘヴィメタル・クロニクル Métal Hurlant Chronicles | ギョーム       | 計3話出演                                               | 三上哲 |